# Inglasur

Bibelfliese mit dem Motiv Jesus und die Ehebrecherin (Joh 7,53–8,11) Inglasur-Farbe kobaltblau

Bei der Inglasur von Porzellan werden die Farben auf den Glasurüberzug des bereits glattgebrannten Scherbens aufgebracht. Sie werden entweder mit dem Pinsel gleichmäßig aufgestippt oder mit der Farbpistole aufgespritzt; im Siebdruck hergestellte Dekore werden entweder abgezogen (Abziehbild) oder vom Papier auf das Porzellan geschoben (Schiebebild). Beim abschließenden Dekorbrand sinken die Farben bei hohen Temperaturen in die erweichende Glasur ein und sind durch diese enge Verbindung auf Dauer gegen normale mechanische und chemische Beanspruchungen (Säureresistenz, Alkaliresistenz, Spülmaschinenfestigkeit) geschützt. Inglasurdekorationen sind vergleichsweise kostenintensiv und nicht für Dekore mit scharfen Konturen geeignet.

## Scharffeuerfarbe
Das Dekor soll sich möglichst resistent gegen Flüssigkeiten und mechanischen Verschleiß mit dem Porzellankörper dauerhaft verbinden. Das erfordert Farbstoffe, die bei relativ hohen Temperaturen mit dem Scherben bzw. der Glasur verschmelzen oder selbst Bestandteil selbiger sind. Bei den hierbei verwendeten Scharffeuerfarben (auch Inglasur-Farben oder Großfeuerfarben, Einbrenntemperatur 1350 °C-1400 °C) sowie den modernen Einsinkfarben (Einbrenntemperatur 1200 °C-1280 °C) handelt es sich um Glasflüsse, die Metalloxide mit hoher Brennstabilität als Farbpigmente enthalten, z. B. Antimon- bzw. Ockergelb, Eisenorange, Kobaltblau, Chrom- oder Kupferoxidgrün und Manganviolett bzw. -rot.